# Пивная банка

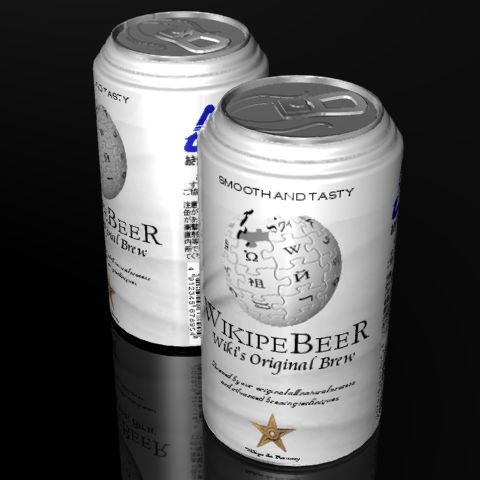
Пивная банка

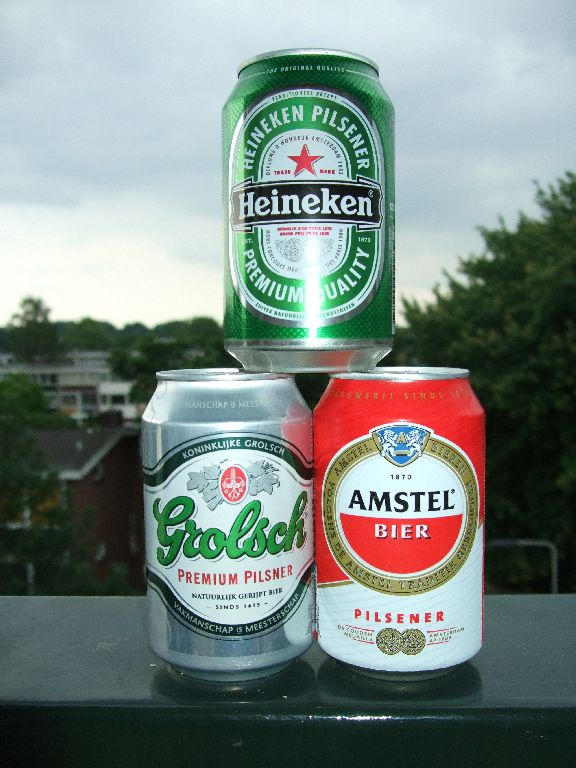
Пивные банки, 330 мл

Пивная банка — тара (ёмкость) для розлива пива и других напитков (как слабоалкогольных, так и безалкогольных), предназначенных для долговременного хранения и розничной продажи.
Производятся как из стали (жести), алюминия, так и из нержавеющей стали, различного размера и объёма (в Европе размер банок от 150 мл до 1000 мл) и дизайна (так, в Японии существует около 160 видов банок одного объема). Наиболее распространённые — 330 мл, 500 мл, 568 мл (пинта).

## История
Впервые пиво начали разливать в металлические банки 24 января 1935 года. Тогда новую тару рассматривали в качестве более лёгкой и прочной альтернативы стеклянным бутылкам. Кроме того, эта упаковка могла сообщить гораздо больше информации о бренде. Первые металлические банки изготавливались из трех «кусков» железа, а для того, чтобы их открыть, нужен был специальный ключ. По сравнению с сегодняшними алюминиевыми банками они были довольно тяжелы — 35 унций (992 грамма) вместо современных 15…20 г.
В 1958 году появляется алюминиевая пивная банка, изготовленная без швов на дне и стенках, для её изготовления вместо трёх листов металла нужны были уже два (один для стенок и донышка, второй для крышки). С 1963-го крышка снабжается алюминиевым колечком. Первые клапаны для открывания банки отрывались от жестянки полностью, не так, как в современной конструкции. Такой способ оказался не очень экологичным, так как выброшенные «ушки» загрязняют окружающую среду. В 1975 году Эрмал Фрейз изобрел новую конструкцию, наиболее распространенную сейчас. Называется она SOT или stay-on tab («остающееся ушко»).
Несколько лет назад[когда?] компания Crown запатентовала модель банки пива, которая при открывании имеет такое большое отверстие, что фактически превращается в бокал, и вскоре несколько производителей решили реализовать данную идею. Первой была бразильская пивоварня Brahma (AmBev), которая выпустила пиво Copaço в такой банке, также новой упаковкой воспользовалась в Южной Африке и компания SABMiller. Но в обоих случаях банка нового типа не возымела должного эффекта среди потребителей.
Весной 2012 компания MilllerCoors предложила потребителям две свои марки, Miller Lite и Miller Genuine Draft, в банках с говорящим названием «Punch Top Can» — при открытии таких банок к обычному отверстию добавляется еще одно маленькое отверстие. Открывается банка любым подручным средством, а дополнительное отверстие заметно упрощает процесс наливания или употребления пива из банки.
- «Золотое кольцо» — сорт пива, выпущенный в СССР к XXII летним Олимпийским играм 1980 года в Москве; первая в СССР марка пива, которая разливалась в пивные банки.[3]

В 2021 г. одним из последствий пандемии стало то, что производители напитков в России (несколько крупных пивоваренных компаний) столкнулись с нехваткой алюминиевой тары (в которой выпускается треть всего пива в России); в Алюминиевой ассоциации сообщили, что производители банок, в том числе Ball и CanPack, уже наращивают мощности. При этом алюминиевая тара опередила стеклянную по обороту еще в 2019 году — потребители берут её чаще из-за удобства упаковки и экологичной переработки.

## Изготовление
Для изготовления пивных банок используют жесть двойной прокатки. Толщина жести, используемой для изготовления банки, все время уменьшается, как и вес самой банки.
Самую легкую в мире алюминиевую банку для пива разработала в 2011 году японская корпорация «Кирин» (сверхлёгкая банка объёмом 350 мл будет весить 14 г — на 7 % меньше, чем сейчас), которая рассчитывает за счет этого изобретения экономить до 4000 т металла в год и существенно сократить издержки.
В отличие от США, где практически 100 % банок для напитков изготовляются из алюминия, в Европе к началу XXI века производились как стальные (жестяные), так и алюминиевые банки примерно в равных количествах.
Стоимость банки и стеклянной бутылки объемом 0,45 л примерно сопоставима: одна банка обходится производителям в 8—10 рублей, а бутылка — в 6—8 рублей, однако затраты на логистику у стекла существеннее — оно больше весит.

## Производство и продажи
Суммарные производственные мощности предприятий по выпуску банок для напитков в мире (на 2000 год) составляли свыше 240 млрд банок. Из них более 105 млрд (или 44 %) приходилось на США, на втором месте — Япония, далее — Бразилия и Китай.
Одни из основных производителей банок для алкогольных и безалкогольных напитков (как в Америке, так и в Европе) являются британская компания Rexam (14 заводов в Европе), американская Ball (10 заводов) и Crown Bevcan Europe & Middle East (Crown Holdings) — 9 заводов. Производители подобной тары объединены в BCME — Ассоциация производителей тары для напитков.
В 1990-е среднегодовой рост продаж подобной тары составлял 5 %: 1998 г. — 33 млрд банок, 2006 г. — 45,5 млрд банок. В 2007 в Европе было продано 50,2 млрд металлических банок для алкогольных и безалкогольных напитков (рост 10,2 %, по сравнению с 2006, — самый большой за всю историю рост потребления банок для алкогольных и безалкогольных напитков).
В Финляндии доля баночного сегмента розлива пива — 50 %, в Эстонии — 30 %, в Латвии и Литве — 15-17 % (2011), причём доля пива в стеклянных бутылках в кризис стала снижаться, а баночного, наоборот, — расти (и очень значительно: объём продаж баночного пива за первые два месяца 2011 года в Латвии увеличился на 40 %).
Розлив и упаковка напитков в банки достаточно проста, но имеет ряд особенностей. Например, налив может производиться по уровню или по объёму. Также перед наливом возможна предварительная дезинфекция или стерилизация паром.

## Утилизация
Подобные банки принимают в пунктах вторсырья и тароматах.

## Интересные факты
- Иногда внутрь пивных банок помещают специальные капсулы, чтобы создавать пену при наливании пива в стакан.
- Компания Nendo[en] разработала дизайн банки с двумя ключами-кольцами, которая позволяет регулировать объем пены в бокале.[11][12] Первый используется для частичного открытия клапана, второй — для полного, как у обычной банки.
- Производители из компании Churchkey выпустили пиво в обычной банке, но приложили к ней консервный нож, а в рекламе доступно объяснили, как им пользоваться[2].
- В некоторых случаях (юбилеи, события) изготавливаются спецпартии баночек с оригинальным оформлением (например: Пиво FAXE в иллюстрированной банке с сюжетом из скандинавской мифологии к 110-летнему юбилею марки, дизайнерские упаковки пива «Жигули» и др.[13][14]).
  - Размещение американской пивоварней New England Brewing[15] на банке изображения Махатмы Ганди (светлого эля Gandhi-Bot, под лозунгом «идеально способствует самоочищению и поиску истины и любви») привело к скандалу и обращению в суд (компании пришлось извиниться перед индийцами).[16]
- Пивная банка — одна из излюбленных мишеней в плинкинге (развлекательной стрельбе по различным нестандартным мишеням).
- Банки являются материалом для арт-объектов[17]; так, греческий скульптор Никос Флорос из материала алюминиевых банок «сшил» коллекцию костюмов в стиле сюрреалистичного поп-арта.[18][19]
- Мнение о том, что бутылки дают вкус, превосходящий баночное пиво, называют устаревшим — алюминиевые банки, которые производятся по методу TULC, Toyo Ultimate Can (этот метод использовала только японская компания Toyo-Seikan, и недавно иранская компания Sti-Can успешно применила этот метод в Иране[20]), имеют полимерное покрытие, которое защищает пиво от металла. Однако, поскольку употребление пива непосредственно из банки все равно может привести к металлическому привкусу (особенно на холоде), большинство пивоваров рекомендует наливать пиво в бокал перед употреблением[21].